# Estació de Vall d'Hebron - Sant Genís
|  | El títol d'aquest article és incorrecte a causa de limitacions tècniques. El títol correcte de l'article és Vall d'Hebron \| Sant Genís. |

Vall d'Hebron | Sant Genís, anteriorment Vall d'Hebron, és una estació de les L3 i L5 del metro de Barcelona situada sota el Passeig de la Vall d'Hebron al districte d'Horta-Guinardó de Barcelona. L'estació de la L3 es va inaugurar el 1985 i la de la L5 el 30 de juliol de 2010. Al costat de l'estació hi ha les úniques cotxeres de la L3, les cotxeres de Sant Genís i la cua de maniobres de Línia 5.

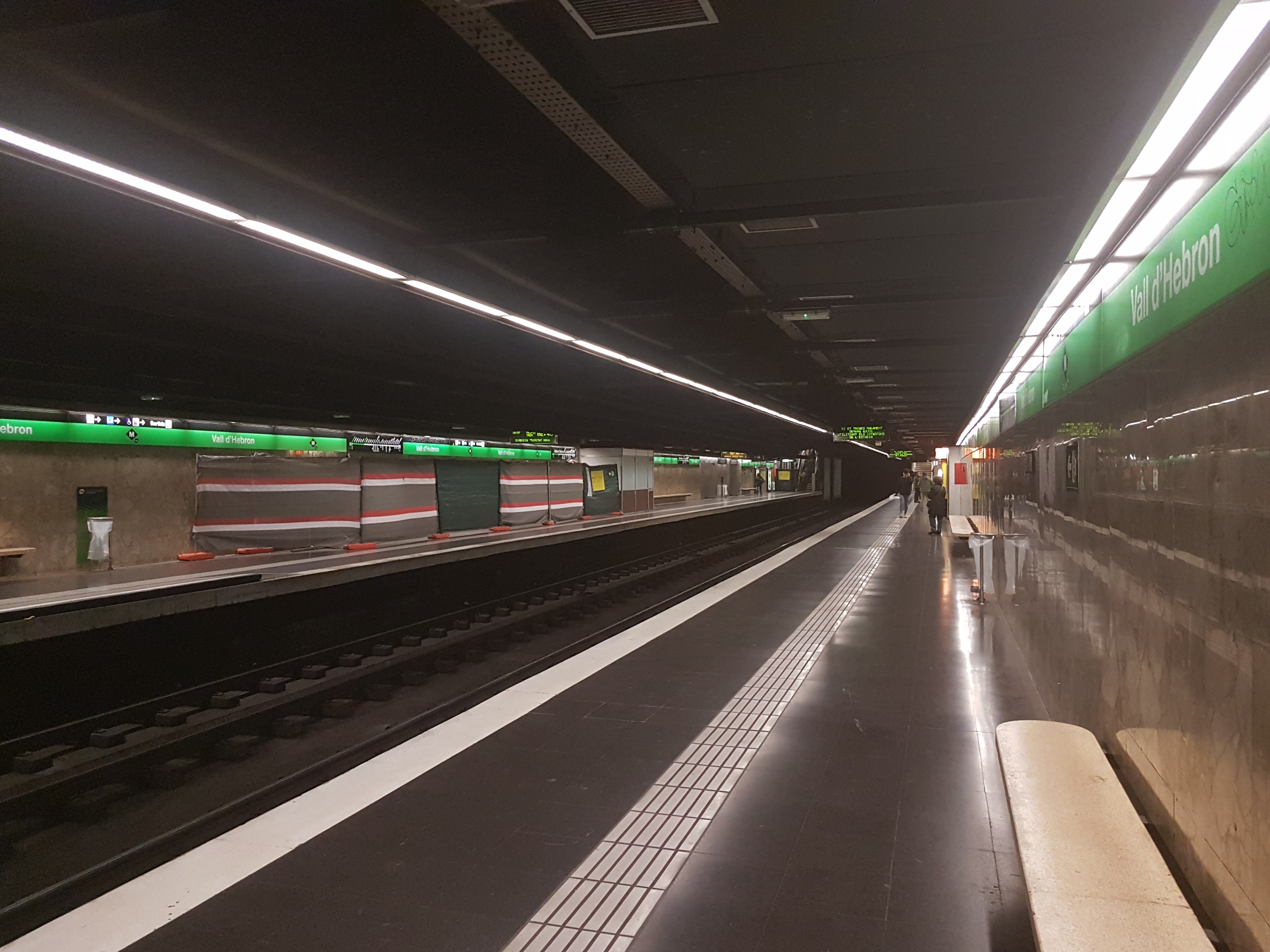
L'estació de la L3

## Serveis ferroviaris
| Metro de Barcelona     |                         |       |          |                        |
| Procedència/Destinació | <                       | Línia | >        | Procedència/Destinació |
| Zona Universitària     | Penitents               |       | Montbau  | Trinitat Nova          |
| Cornellà Centre        | El Coll \| la Teixonera |       | terminal | terminal               |

## Accessos
- Passeig de la Vall d'Hebron
- Carrer de les Basses d'Horta

## Galeria d'imatges

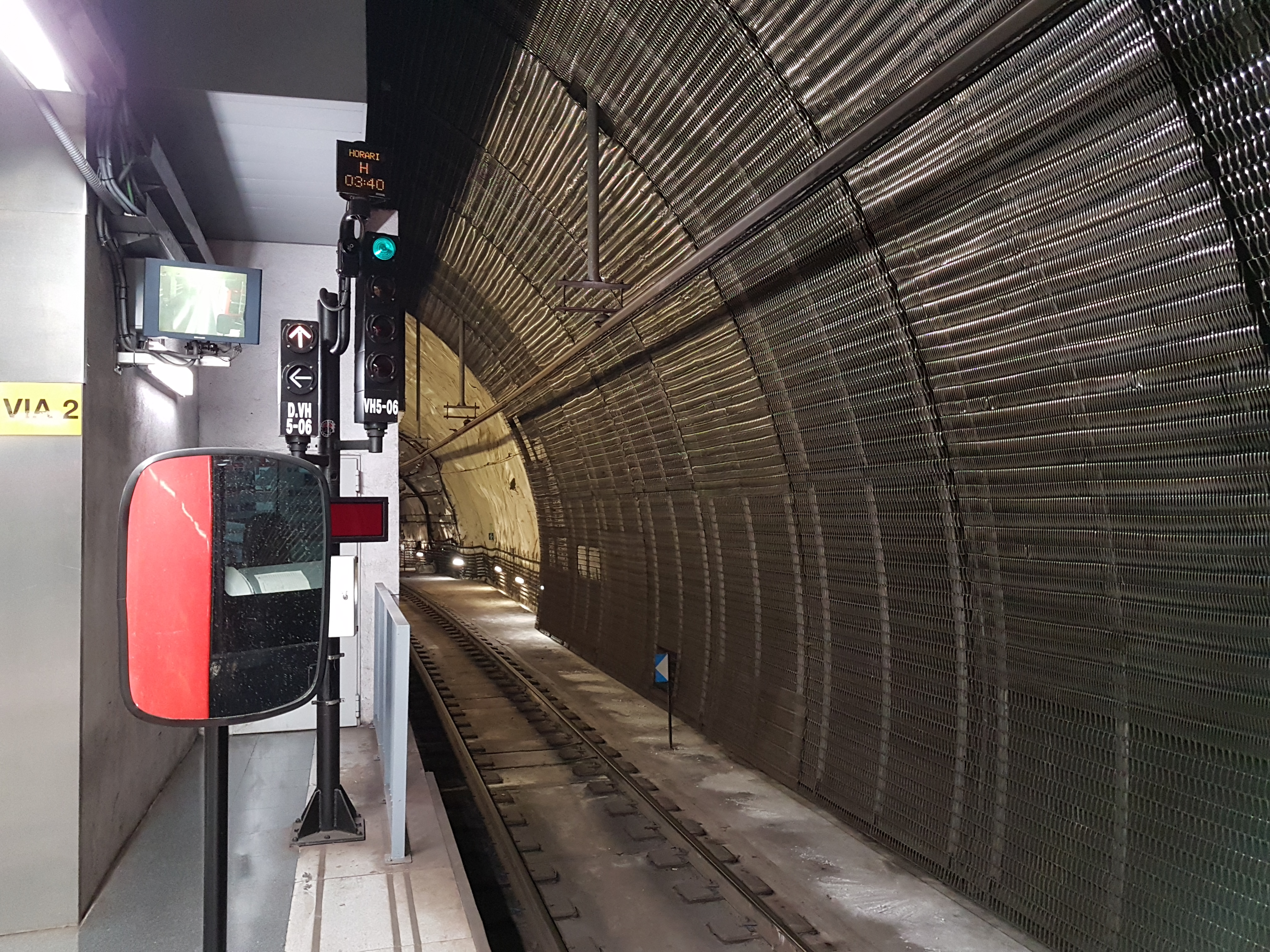
Infraestructura ferroviària i semafòrica de l'estació.
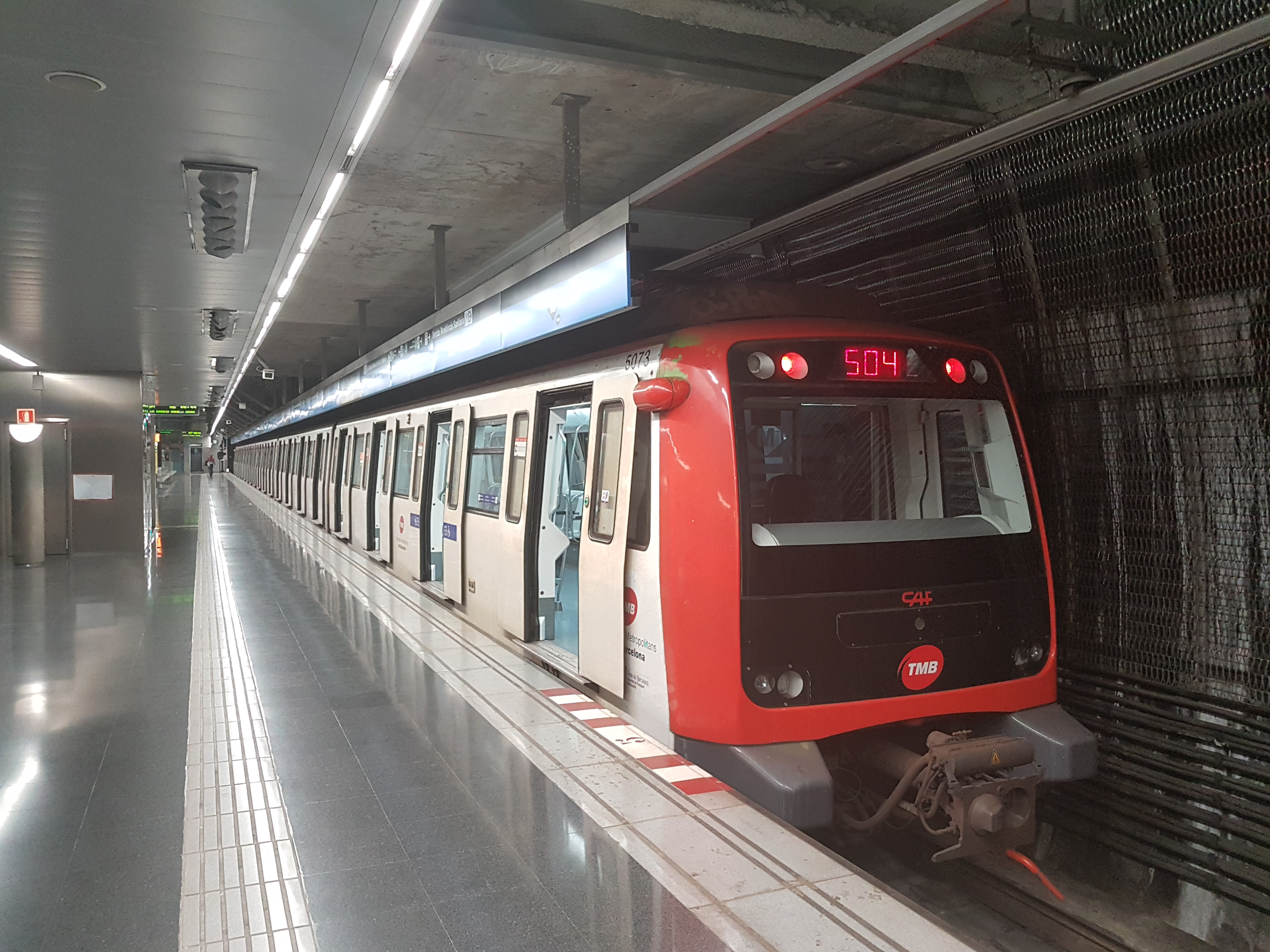
Comboi de la sèrie 5000 a l'estació de la L5.
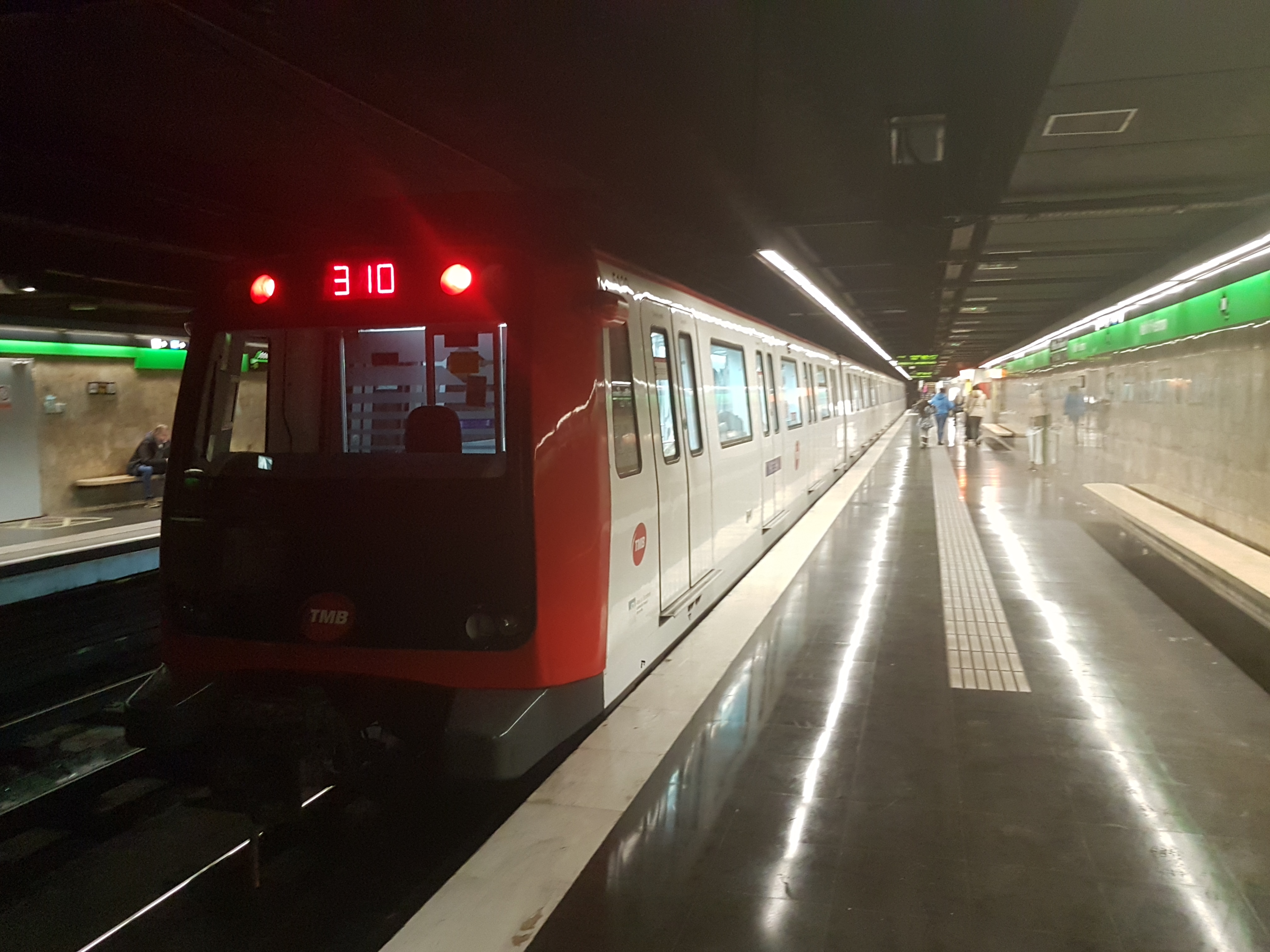
Comboi de la sèrie 5000 a l'estació de la L3.